# Terra Indígena Zoé
A Terra Indígena Zoé é uma terra indígena habitada por indígenas da etnia zo'é/poturu com área de 669 mil hectares, localizada no município brasileiro de Óbidos (estado do Pará), com uma população aproximada de 330 pessoas (IEPE 2022).
Em 2007, os povos tradicionais, incluindo os indígenas, foram reconhecidas pelo Governo do Brasil, através da Política Nacional de Desenvolvimento Sustentável dos Povos e Comunidades Tradicionais (PNPCT), por terem o modo de vida ligado aos recursos naturais e ao meio ambiente de forma harmônica e o uso comunitário da terra. Reafirmando aos indígenas o direito a sua terra tradicional e a proteção do governo do Brasil. Assim a Fundação Nacional dos Povos Indígenas atua nesta TI através da Coordenação Regional "Centro Leste do Pará" e através da "Frente de Proteção Etnoambiental Cuminapanema", e o Ministério da Saúde do Brasil atua através do Distrito Sanitário Indígena/SUS "Parintins".
A área do Zoé está registrada no CRI e na Secretaria de Patrimônio da União (SPU) via decreto de dezembro de 2009.

## Geografia
A TI faz parte da bacia hidrográfica dos rios Paru e Trombetas, e possui o bioma Amazônico formado por mata ombrófila (ou sempre verde).

## Ameaças
A TI sofre com a ação ilegal de madeireiros; de acordo com o Instituto Nacional de Pesquisas Espaciais (INPE) e o Projeto Monitoramento da Floresta Amazônica Brasileira por Satélite (PRODES), no período de 2000 a 2022 o desmatamento aumentou de 144 hectares para 527 hectares.
As Tis são constantemente invadidas ilegalmente por missionários e pela ação de madeireiros. Devido isto, foi criada em 2014 pela Funai o Sistema de Proteção e Promoção de Direitos juntado as doze Frentes de Proteção Etnoambiental, com objetivo de realizar a vigilância ostensiva e em tempo integral dos territórios indígenas. São sete as etnias indígenas recém-contactados no Brasil pela Funai, que estão sobre proteção deste Sistema: korubo, zo'é, kunt'su, tupi-kawahiv, kanoe, uruwahá e awa-guajá.
A etnia zo'é é um dos grandes desafios da política indigenista da Funai, pois tiveram recente contato com a sociedade das redondezas na década de 1980, e foi preciso este órgão governamental intervir em 1989 devido uma epidemia de gripe causada por missionários que matou um quarto dos indígenas. Desde a década de 2010, a Frente de Proteção Etnoambiental do Cuminapanema realiza a mediação oficial com os zo’é, através de reuniões regulares e intercâmbios com os vizinhos, visando esclarecer os problemas da gestão territorial e invasão de garimpeiros, madeireiros e, missionários. E assim estão mantendo a cultura e as tradições.
A dificuldade atual é, como preparar estes indígenas para o um contato inevitável com a sociedade fora das aldeias. A Funai tenta proteger ao máximo a etnia zo'é, mas os indígenas estão ansiosos pelo contato exterior, além da pressão de missionários querendo evangelizar na TI. Mas a Funai analisa que a mediação deste contato deve levar uns dez anos, buscando fortalecer a cultura dos zo'é e mostrando a realidade de outras etnias após fazerem contato; muitas foram dizimadas ou abandonaram suas tradições.

## Demarcação
Grupo de identificação e delimitação da Terra Indígena zo’é, habitada tradicional pela respectiva etnia zo’é, coordenados pela antropóloga Domtnique T. Gallois, conforme o processo Processo FUNAI/BSB/0217/99. As fases da Regularização Fundiária da TI são aprovados por três instâncias do poder executivo: Presidente da Funai, Ministro da Justiça e pelo Presidente da República (Fundamentação Legal Decreto nº 1775/96).
Em 1987, a Funai interditou a Área Indígena Cuminapanema/Urucuriana situado no interflúvio das bacias Erepecuru e Cuminapanema (com 2 059.700 hectares) no sul do Parque do Tumucumaque, nos municípios paraenses de Alenquer e Óbidos, para dar condições de trabalho às equipes de contato e identificação de indígenas. Assim o Departamento de Índios Isolados (DEII/FUNAI) verificou a presença de numerosas etnias de índios isolados. Funai já tinha conhecimento da presença dos zo'é na área repassadas pelos missionários norte-americana da Missão Novas Tribos, que fizeram contato com o povo em 1982.
A equipe de identificação da TI Zo'é trabalharam no período de 1996 à 1998. O primeiro trabalho sobre estudos antropológicos, foi a preparação dos zo'é para participar dos procedimentos da regularização de seu território ancestral. Este Grupo de Trabalho fez o relatório de identificação/delimitação da TI, que foi enviado em novembro de 1998 ao Departamento de Identificação e Delimitação (DID/Funai).
Então em 1999/2000, foi feita a demarcação física da Terra Indígena em aproximadamente 669 mil hectares.
Em 2008, o Ministério Público Federal solicitou a criação da zona intangível (zona de amortecimento) em volta da TI Zoé, devido a presença das Florestas Estaduais Trombetas e Paru (FLOTA), que não podem ter atividades de exploração econômica, para evitar a contaminação dos índios em situação de recente contato. Assim o Conselho Estadual de Meio Ambiente do Pará aprovou o Plano de Manejo desta FLOTA com incorporação da zona intangível.
Em 22 de dezembro de 2009, a TI foi registrada no Serviço de Patrimônio da União (SPU) via Decreto s/n publicado no Diário Oficial da União.